# Rasmus Walter (album)
Rasmus Walter er et dansksproget album fra Rasmus Walter Hansen.